# Nel Duomo di Monza
Nel Duomo di Monza è un dipinto a olio su tela e misura cm 69x52 eseguito nel 1872 circa dal pittore italiano Mosè Bianchi, conservato nei Musei Civici di Monza.
Raffigura quattro donne immerse nella lettura di libri di preghiera mentre un chierichetto spegne i lumi.
Il pittore dedica molti suoi quadri al Duomo di Monza.